# کوه طاس ترانس بایکال توندرا
منطقه اکولوژیکی توندرای کوه طاس ترانس بایکال (شناسه ووف: پی آ ۱۱۱۲) مناطق مرتفع بالای خط رویش درختان را در مجموعه‌ای از رشته‌کوه‌ها پوشش می‌دهد که از دامنه‌های شمالی دریاچه بایکال تا رشته‌کوه‌های ساحلی غربی دریای اوخوتسک امتداد دارند. جوامع گیاهی، جوامع توندرای کوهستانی هستند که در زیر لایه‌هایی از خزه و گلسنگ، سنگ‌های لخت یا یخ‌بندان دائمی قرار دارند. از آنجا که این منطقه اکولوژیکی در امتداد یک عرض جغرافیایی مشترک قرار دارد، به عنوان مسیری برای انتقال گونه‌ها در سراسر سیبری عمل می‌کند. این منطقه اکولوژیکی در قلمرو پالئارکتیک و زیست‌بوم توندرا قرار دارد. مساحت آن ۲۱۷٬۵۵۹ کیلومتر مربع (۸۴٬۰۰۰ مایل مربع) است. این ناحیه بخش‌هایی از جنوب شرقی سیبری را در بر می‌گیرد و به‌واسطه زمستان‌های طولانی، تابستان‌های کوتاه و خاک منجمد، زیستگاه گونه‌های مقاوم به سرما مانند گوزن شمالی، روباه قطبی و پرندگان مهاجر است. پوشش گیاهی غالب شامل خزه‌ها، گلسنگ‌ها و گیاهان کوتاه‌قدی است که در برابر بادهای شدید و دمای زیر صفر تاب می‌آورند و نقش مهمی در حفظ تعادل اکولوژیکی منطقه دارند.

## مکان و توضیحات
این منطقه اکولوژیکی تقریباً ۱۸۰۰ کیلومتر از غرب به شرق امتداد دارد و مجموعه‌ای از بخش‌هایی را تشکیل می‌دهد که عمدتاً بالای ۹۷۵ متر (۳٬۱۹۹ فوت) در مجموعه‌ای از رشته‌کوه‌ها از دریاچه بایکال تا دریای اوخوتسک. این رشته‌کوه از مناطق مرتفع تقریباً از عرض جغرافیایی ۵۶ درجه شمالی پیروی می‌کند و بخش عمده‌ای از آب و هوای توندرا به دلیل منطقه‌بندی ارتفاعی است. رشته‌کوه‌های منفرد شامل رشته‌کوه استانووی و کوه‌های جوگدژور هستند. بلندترین ارتفاع ۲٬۷۰۰ متر (۸٬۹۰۰ فوت) است. این ارتفاعات، با شیب‌های سنگی و دره‌های یخ‌زده، شرایطی سخت برای رشد گیاهان فراهم کرده و تنها گونه‌های مقاوم قادر به بقا در آن هستند.

## آب و هوا
این منطقه دارای آب و هوای نیمه قطبی (طبقه‌بندی کوپن دی دبلیو سی) است. این آب و هوا با تغییرات زیاد دما، چه روزانه و چه فصلی، مشخص می‌شود؛ با زمستان‌های طولانی و سرد و تابستان‌های کوتاه و خنک که میانگین دمای هیچ ماهی از ۲۲ درجه سلسیوس (۷۲ درجه فارنهایت) بیشتر نیست. و با میزان بارندگی کم در طول سال. میانگین بارندگی در منطقه کوهستانی توندرای ترنس بایکال حدود ۱۲۱ میلی‌متر در سال است. میانگین دما در مرکز این منطقه اکولوژیکی در ژانویه −۳۱٫۵ درجه سلسیوس (−۲۴٫۷ درجه فارنهایت) است. و ۱۵٫۸ درجه سلسیوس (۶۰٫۴ درجه فارنهایت) در ماه جولای.

## گیاهان و جانوران
به‌طور کلی، قله‌های مرتفع در بلندترین و بادخیزترین نقاط خود، صخره‌های برهنه هستند. در ارتفاعات پایین‌تر، خزه و گلسنگ روی خاک نازک و لایه منجمد دائمی، حصیرها را تشکیل می‌دهند. این پوشش گیاهی کم‌ارتفاع، به دلیل سرمای شدید، بادهای مداوم و کمبود مواد مغذی، به‌صورت فشرده و نزدیک به سطح زمین رشد می‌کند. چنین ساختاری به حفظ گرما و مقاومت در برابر شرایط سخت کمک می‌کند و زیستگاه مناسبی برای گونه‌های کوچک جانوری مانند جوندگان و حشرات سردزی فراهم می‌سازد. پستانداران این منطقه شامل موش خرما، گوزن شمالی و آهوی مشک هستند.

## محافظت‌ها
چندین منطقه حفاظت‌شده ملی مهم وجود دارد که به این منطقه اکولوژیکی می‌رسند، از جمله پارک‌های طبیعی، ذخیره‌گاه‌های زیستی و مناطق ممنوعه شکار:
- منطقه حفاظت‌شده ویتیم، در شمال شرقی دریاچه بایکال، در کوه‌های کودار
- منطقه حفاظت‌شده طبیعی بوریا، در شمال رشته‌کوه بوریا، با قله‌های بلند و دریاچه‌هایی که رودخانه آمور سفلی را تغذیه می‌کنند، و
- ذخیره‌گاه طبیعی دژوگدزور، در لبه شرقی‌ترین منطقه اکولوژیکی، و در ارتفاعات پایین‌تر به منطقه اکولوژیکی تایگای شرق سیبری منتقل می‌شود.